# Hugyag
Hugyag (szlovákul: Huďagov) község Nógrád vármegyében, a Balassagyarmati járásban.

## Fekvése
Balassagyarmattól keletre, Őrhalom és Szécsény közt fekvő település.

### Megközelítése
- Vonattal a MÁV 78-as számú Aszód–Balassagyarmat–Ipolytarnóc-vasútvonalán közelíthető meg. Az itteni megállóhely Őrhalom és Szécsény között található.
- Közúton a 22-es főút Balassagyarmat és Szécsény közti szakaszáról a 22 104-es számú bekötőúton juthatunk el a településig (Szécsénytől 8,5, Balassagyarmattól 11 kilométer az út).

## Története
Hugyag nevét az 1332. évi pápai tizedjegyzék említette először, tehát ekkor már egyházas hely volt.
A Szécsényi család tagjainak 1333 évi birtokmegosztásakor Szécsényi Tamás erdélyi vajda és testvére Péter, birtokában volt.
A török hódoltság alatt, az 1562-1563, évi török kincstári adólajstromok 30 adóköteles házát említik és az 1579. évi török kincstári adószámviteli könyvek szerint 4419 akcse adóval volt megróva.
1598-ban az esztergomi érsek volt a földesura. 1715-ben 14 és 1720-ban 18 magyar háztartását írták össze, és ekkor is az esztergomi érsek földesúri hatósága alá tartozott.
Az 1900-as évek elején Pekáry István  volt a helység legnagyobb birtokosa.
1849-ben az oroszok e helység határában megtámadták Görgey Artúr utóhadát, mely küzdelem a magyarok vereségével végződött.
1873-ban nagy kolera járvány pusztított a településen, majd 1874-ben pedig tűzvész.
A 20. század elején Nógrád vármegye Balassagyarmati járásához tartozott.
1910-ben 1108 lakosából 1099 magyar volt. Ebből 1090 római katolikus volt.
2001-ben a település lakosságának 80%-a magyar, 20%-a cigány nemzetiségűnek vallotta magát.
A község a hagyomány szerint egykor a határ északi részén, az úgynevezett Pusztor-Hugyag nevű dülőn feküdt.
A község határában tartóztatták le a csendőrök 1944 júliusában Kállay Kázmért, Kállay Miklós korábbi miniszterelnök unokaöccsét, mert kocsijában hamis iratokkal felszerelt zsidókat akart kicsempészni az országból.
Október 23-án emlékezik meg a település a Hadady Rudolf és Hargitay Lajos volt nemzetőrök 1956-ban történő kivégzéséről. Ezen a napon a fiatalok és futni vágyók 1956 méteres futással tisztelegnek az elhunyt hősök emlékének.

## Közélete

### Polgármesterei
- 1990–1994: Riczi István (SZDSZ)[4]
- 1994–1998: Riczi István (független)[5]
- 1998–2002: Kanyó Tibor (független)[6]
- 2002–2006: Kanyó Tibor (független)[7]
- 2006–2010: Borda Attila (független)[8]
- 2010–2014: Borda Attila (független)[9]
- 2014–2019: Borda Attila (független)[10]
- 2019–2022: Borda Attila (független)[11]
- 2022–2024: Baranyai Béla (független)[12]
- 2024– : Baranyai Béla (független)[1]

A településen 2022. július 3-án időközi polgármester-választást (és képviselő-testületi választást) kellett tartani, mert a korábbi képviselő-testület 2021. június 30-án feloszlatta magát. A választáson három független és egy, a kormánypártok által támogatott jelölt indult.

## Népesség
A település népességének változása:
| Lakosok száma | 856  | 834  | 840  | 884  | 847  | 868  | 896  |
|               | 2013 | 2014 | 2015 | 2021 | 2022 | 2023 | 2024 |

2001-ben a település lakosságának 100%-a magyar nemzetiségűnek vallotta magát.
A 2011-es népszámlálás során a lakosok 79,1%-a magyarnak, 16,8% cigánynak, 0,2% szlováknak mondta magát (20,8% nem nyilatkozott; a kettős identitások miatt a végösszeg nagyobb lehet 100%-nál). A vallási megoszlás a következő volt: római katolikus 71,3%, református 0,6%, evangélikus 0,2%, görög katolikus 0,3%, felekezeten kívüli 2,3% (24,4% nem nyilatkozott).
2022-ben a lakosság 92,9%-a vallotta magát magyarnak, 14,4% cigánynak, 0,6% szlováknak, 0,2% románnak, 0,1-0,1% szlovénnek, németnek és lengyelnek, 0,8% egyéb, nem hazai nemzetiségűnek (6,8% nem nyilatkozott; a kettős identitások miatt a végösszeg nagyobb lehet 100%-nál). Vallásuk szerint 60,2% volt római katolikus, 0,6% református, 0,2% evangélikus, 5,9% egyéb keresztény, 1,8% egyéb katolikus, 3,7% felekezeten kívüli (27,6% nem válaszolt).

## Vízrajza
Táborozni a vízparton a helyi önkormányzat engedélyével lehet.
A horgászat kedvelőinek rendelkezésükre áll a Csujta-tó és az Ipoly folyó, valamint Szécsényben a kavicsbányató.
Csujta-tó: A tóra érvényes az Ipoly területi engedély, vízmélysége 1-2,5 m. Fogható halak: ponty, csuka, dévér, kárász, compó, bodorka, harcsa, süllő.

## Nevezetességei
- Szent István-szobor[17]

## Hugyagon született
- Antal János[18] (1945-2009) érseki tanácsos, címzetes prépost, esperes, plébános; a II. világháború utáni első jogelőd nélkül alapított katolikus templom építő plébánosa, a Budapest III. kerületi békásmegyer-pünkösdfürdői Boldog Özséb-plébániatemplom plébániaközösségének megszervezője; Óbuda díszpolgára és Mádl Ferenc köztársasági elnök kitüntetettje.